# Аулак
Аулак (в'єт. Âu Lạc, тьи-ном 甌雒, також 甌駱) — стародавня в'єтська держава в Південно-Східній Азії, розташована на території сучасного північного В'єтнаму. Вона існувала з III століття до н. е. до 207 року до н. е., коли її завоював Ч'єу Да з династії Ч'єу.

## Історія
Аулак був утворений як міжплемінний союз аув'єтів і лакв'єтів, як засіб захисну від вторгнень агресивних племен. Обидва племені здавна підтримували контакт і торгували. Один з вождів гірських племен аув'єтів, Тхук Фан (в'єт. Thục Phán, тьи-ном 蜀泮), взяв столицю Ванланг, заснував Аулак і став правителем. Він взяв храмове ім'я Ан Зионг-вионг (в'єт. An Dương Vương, тьи-ном 安陽王). Аув'єти, що спустилися з гір, і лакв'єти змішалися.
Столицею держави стала фортеця Колоа (в'єт. Cổ Loa, тьи-ном 古螺), заснована на березі річки Хоангзянг, притоці Хонгха . Фундамент фортеці укріплений камінням. Біля підніжжя Колоа виявлено більш давні укріплення, на яких вона була побудована. Вона мала дев'ятиярусний звивистий фортечний вал, збережена частина якого має довжину понад 16 км; між концентричними валами були прориті судноплавні рови.

## Економіка
Економіка Аулаку, як і ванлангська, залишалася заснованою на землеробстві. Поля орали великою рогатою худобою, застосоввали переважно кам'яні і бронзові знаряддя (сохи, серпи, сокири). Використовувалися також залізні сокири, лопати, мотики. Але власне виробництво заліза ще не було налагоджене, тому більшу частину знарядь робили з каменю і бронзи. Культивувалися рис, батат, бобові, банани, апельсини, мандарини, кокоси, лічі, арекова пальма, бетель, шовковичний шовкопряда, цукрова тростина. Збільшився видобуток бронзи, вироби донгшонської культури ускладнилися. В Аулак створено арбалет, який пізніше поширився на північ, у Китай. Арбалет пізніше був удосконалений в багатозарядний, а його тригранні бронзові стріли змащували отрутами.
Аулакці сповідували культ Сонця, поклонялися духам гір, річок, духам родючості і силам природи.
В'єти Аулаку обпалювали цеглу, займалися гончарною справою. Було розвинене ткацтво.
Територія країни була розділена на кілька частин, якими керувала знать. Крім цього, в Аулаку існував клас домашніх рабів, які потрапили в боргову залежність або стали рабами за скоєний злочин. Поводження з ними було не настільки жорстоким, як у країнах, які активно використовували рабів у виробництві.

## Падіння Аулаку
Династія Цинь об'єднала Китай у 221 році до н. е. і направила 500 000 воїнів на південь, для завоювання земель до Аулаку і далі. Місцеве населення десятиліттями вело партизанську війну проти китайців.
Сима Цянь писав:
|                   | В ті часи імперія Цінь зазнала невдачі на півночі з племенами хунну, а на півдні - з в'єтами. Захопивши на півдні безплідні землі, китайські війська не могли ні просунутися далі, вперед, ні вибратися звідти. Десятки років поспіль чоловіки не знімали кольчуг, а жінки повинні були займатися підношенням вантажів для армії, зазнаючи нестерпних труднощів. Багато накладали на себе руки, вішаючись на деревах уздовж доріг на очах один в одного. Відразу після смерті імператора Цінь Шихуана [209 р. до н. е.] вся країна повстала проти Цінів. |
| — Ши цзі, кн. 112 | |

Після багаторічної боротьби на два фронти, в 207 році до н. е. Аулак упав, Ан Зионг-вионг наклав на себе руки, кинувшись у море, землі країни приєднав Намв'єт. Однак у 111 році до н. е. династія Хань завоювала Намв'єт, а разом з ним і Аулак.